# Myste
Myste (zu altgriechisch μύστης mýstēs) bezeichnet einen in die Mysterien Eingeweihten. In den Mysterienkult initiierten Mysten wurde die Schau der Gottheit vermittelt, so dass sie eine Art von Vergöttlichung erfuhren.